# Vukovicgambiet
Het Vukovicgambiet is bij de opening van een schaakpartij een variant binnen de Ponzianiopening. Het gambiet hoort bij de open spelen en valt onder ECO-code C44.
Het gambiet heeft de volgende beginzetten:
1. e4 e5
2. Pf3 Pc6
3. c3 (de Ponziani) Pf6
4. d4 Pxe4
5. d5 Lc5
Zwart offert zijn paard op c6 in ruil voor een aanval op de witte koningsstelling. Meestal volgt er:
6. dxc6 Lxf2†
7. Ke2